# باتريشيا نيلسون
باتريشيا نيلسون (بالإنجليزية: Pat Nelson)‏ (أسم ما قبل الزواج بات بلاك) هي سياسية سابقة على مستوى المقاطعة من ألبرتا، كندا. بصفتها عضوًا في حزب المحافظين التقدمي الحاكم في ألبرتا، عملت عضوًا في الجمعية التشريعية لألبرتا لمنطقة كالغاري الانتخابية من 1989 إلى 2004. خلال ذلك الوقت عملت وزيرةً في عدد من الحقائب المختلفة ومنها الطاقة، والتنمية الاقتصادية والسياحة، والخدمات الحكومية، والمالية. وعملت أيضًا نائبًا لرئيس مجلس النواب وعضو في مجلس الخزانة.

## الحياة السياسية
أُنتخبت باتريشيا في الجمعية التشريعية لألبرتا لأول مرة في سباق ثلاثي شديد المنافسة في انتخابات ألبرتا العامة عام 1989. فازت بفترة ولايتها الثانية في انتخابات ألبرتا العامة عام 1993 وكان فوزا ساحقا. وفازت مرة أخرى بولايتها الثالثة في انتخابات ألبرتا العامة لعام 1997 ومجددا كان فوزا بأغلبية كبيرة.

## زواجها
تزوجت باتريشيا في عام 1998 وغيرت أسمها الأخير الي نيلسون لكي يطابق اسم زوجها.

## أنتخابات 2001
فازت نيلسون بولايتها الرابعة مع فوز ساحق آخر في انتخابات ألبرتا العامة عام 2001.

## ديون ألبرتا
وأثناء فترة عملها وزيرةً للمالية في حكومة رئيس الوزراء رالف كلاين، أشرفت نيلسون على تسويه ديون مقاطعة ألبرتا.